# Kościół Ewangelicko-Augsburski w Kędzierzynie-Koźlu
Kościół Ewangelicko-Augsburski w Kędzierzynie-Koźlu – kościół filialny parafii ewangelicko-augsburskiej w Zabrzu. Mieści się przy ulicy Głowackiego, w Kędzierzynie-Koźlu, w dzielnicy Kędzierzyn, w województwie opolskim.

## Historia

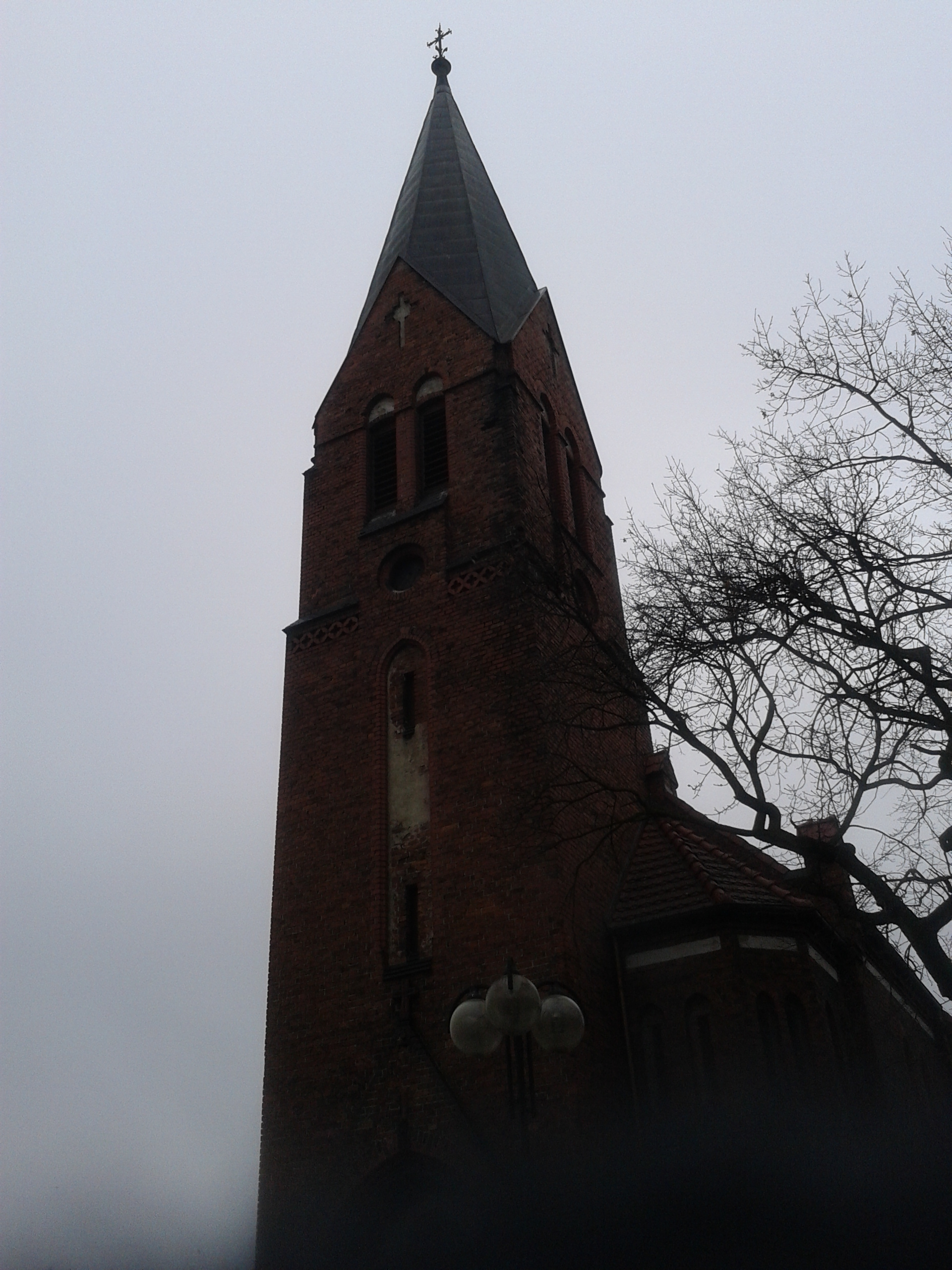
Wieża kościoła

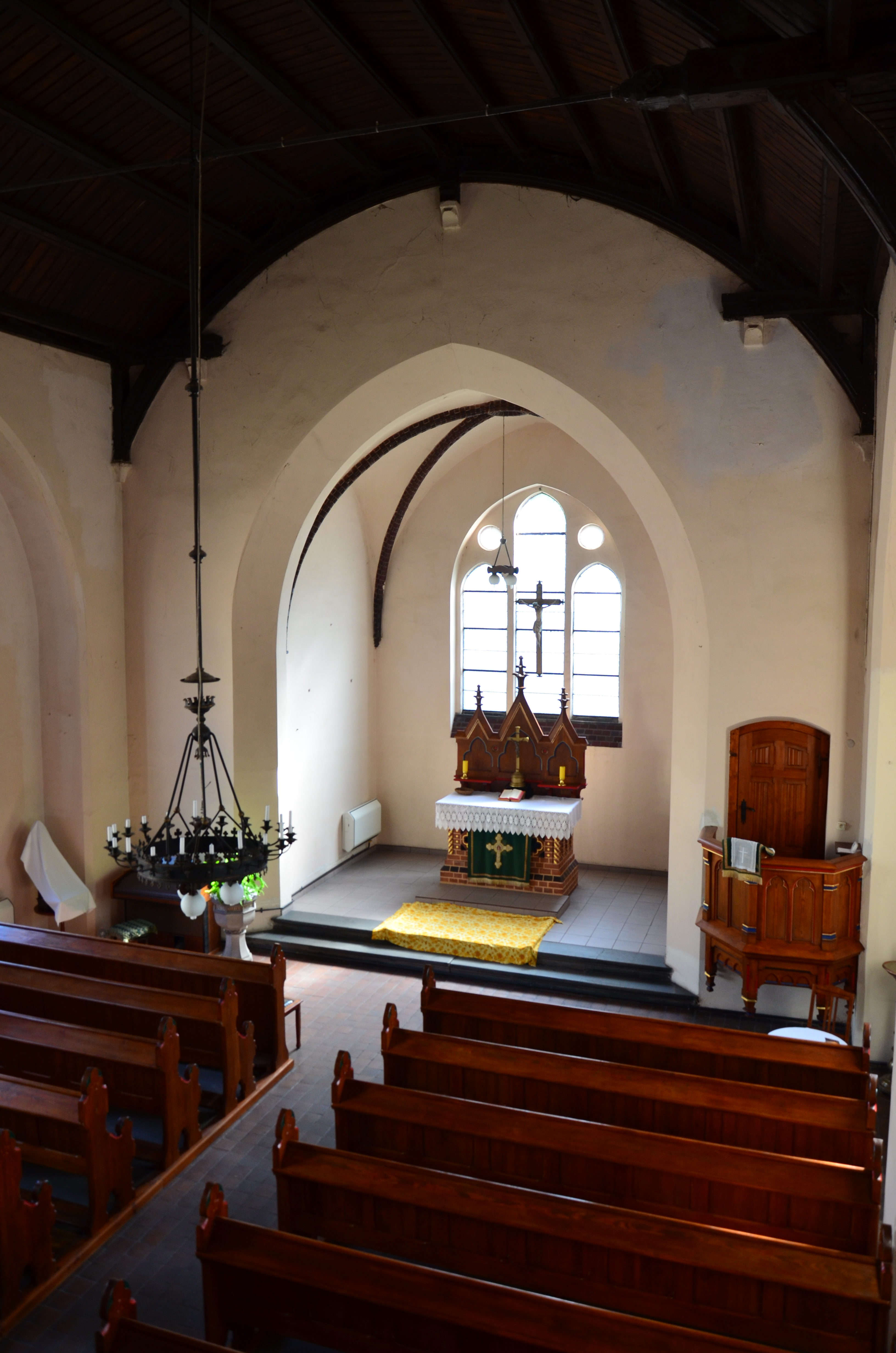
Wnętrze kościoła

Świątynia została zbudowana dzięki składkom luterańskich wiernych z ówczesnego powiatu kozielskiego. Plac pod budowę kościoła został ofiarowany przez księcia von Hohenlohe-Oehringen ze Sławięcic. Biblia ołtarzowa została ufundowana przez księżną Augustę Wiktorię. W dniu 6 lipca 1903 roku budowla została poświęcona jako filialna luterańskiej parafii kozielskiej. Kościół poświęcił superintendent generalny Nemitz z Wrocławia. W 1934 roku stał się samodzielnym kościołem parafialnym. Po II wojnie światowej pierwsze nabożeństwo zostało odprawione w dniu 27 czerwca 1948 roku przez księdza seniora Alfreda Hauptmanna. Od tego czasu świątynia jest filią zabrzańskiej parafii ewangelicko-augsburskiej. Na początku lat dziewięćdziesiątych XX wieku budowla została wyremontowana. Pierwsze nabożeństwo w odnowionej świątyni odbyło się w dniu 22 października 1995 roku. W 2003 roku minęło sto lat od poświęcenia kościoła.